# ハインリヒ13世 (バイエルン公)
ハインリヒ13世（Heinrich XIII., 1235年11月19日 - 1290年2月3日）は、下バイエルン公。父はバイエルン公兼ライン宮中伯オットー2世、母はハインリヒ獅子公の孫娘アグネス。上バイエルン公ルートヴィヒ2世の弟。

## 生涯
バイエルン公兼ライン宮中伯オットー2世と妻アグネス（ライン宮中伯ハインリヒ5世の娘）の次男として、1235年11月19日に生まれた。1247年までにハンガリー王ベーラ4世の娘エリーザベトと婚約した。
シュタイアーマルク公国のバーベンベルク家が断絶した後、公国の支配をめぐって争ったゴリツィア伯マイナルド3世がフィリップ・フォン・シュポンハイムに敗れると、シュタイアーマルクの皇帝派はまず公国をハインリヒ13世に与えようとしたが、ハインリヒ13世が未成年だったため、代わりにその義父にあたるベーラ4世に打診した。ベーラ4世はハインリヒ13世を差し置いて自ら公国を領有したが、ボヘミア王オタカル2世に撃退され、オタカル2世がシュタイアーマルク公となった。
1253年9月、父オットー2世と兄ルートヴィヒ2世とともにオーストリア公国経由でベーラ4世のもとに向かおうとしたが、上オーストリアで騎士の抵抗に遭って進めなかったため、やむなく父と別れ、マイナルド3世の助力を借りて、南西からハンガリーに入った。しかし父の急死を受けて1254年に帰国し、兄とともにバイエルン公領、ライン宮中伯領を統治した。
領土相続から間もなく兄と仲違いし、1255年に領土を分割、ライン宮中伯および上バイエルンは兄ルートヴィヒ2世が、下バイエルンはハインリヒ13世が領有した。ハインリヒ13世はランツフートに移り、ブルクハウゼンで居城建設に取り掛かった。1257年にボヘミア王オタカル2世がバイエルンに遠征したが、この時は兄と協力してボヘミア軍を撃退している。これは、しばしば対立していた兄弟にとって、珍しく協調的で調和のとれた行動の一つであった。ハインリヒはその後もザルツブルク大司教およびパッサウ司教と何度か争いを起こした。ドイツ王ルドルフ1世とオタカル2世が対立していた間、ハインリヒは度々寝返りを繰り返した。
ハインリヒの治世の間に、領地ではバイエルン平和令が制定され、「夜にランタンを持たずに外出する者は平和を侵害し、犯罪の疑いがある」と規定された。ランツフートではこれがさらに拡大され、昼夜を問わず剣や短剣を持ち歩く者は重罰に処されることになった。
1290年、ブルクハウゼンで死去。下バイエルンは3人の息子オットー3世、ルートヴィヒ3世、シュテファン1世が継承した。後に長男オットー3世はハンガリー王にも選ばれたが、1340年に下バイエルン系は断絶、甥にあたる神聖ローマ皇帝ルートヴィヒ4世が相続、バイエルンは統合された。

## 結婚と家族
1247年までにハンガリー王ベーラ4世の娘エリーザベト（1271年没）と婚約し、1250年に結婚した。4男6女をもうけた。
1. アグネス（1254年 - 1315年） - 修道女
2. アグネス（1255年 - 1260年）
3. アグネス（1256年 - 1260年）
4. エリザベート（1258年 - 1314年） - 修道女
5. オットー3世（1261年 - 1312年） - 下バイエルン公、ハンガリー王
6. ハインリヒ（1262年 - 1280年）
7. ゾフィー（1264年 - 1282年） - 1277年、ヘンネベルク＝コーブルク伯ポッポ8世（ブルガリア語版）と結婚
8. カテリーナ（1267年 - 1310年） - 1287年、マイセン辺境伯摂政フリードリヒ・トゥタと結婚。
9. ルートヴィヒ3世（1269年 - 1296年） - 下バイエルン公
10. シュテファン1世（1271年 - 1310年） - 下バイエルン公